# Leptodesmus carneus
Leptodesmus carneus är en mångfotingart som först beskrevs av Henri Saussure 1860.  Leptodesmus carneus ingår i släktet Leptodesmus och familjen Chelodesmidae. Inga underarter finns listade i Catalogue of Life.